# Sascha Schlösser

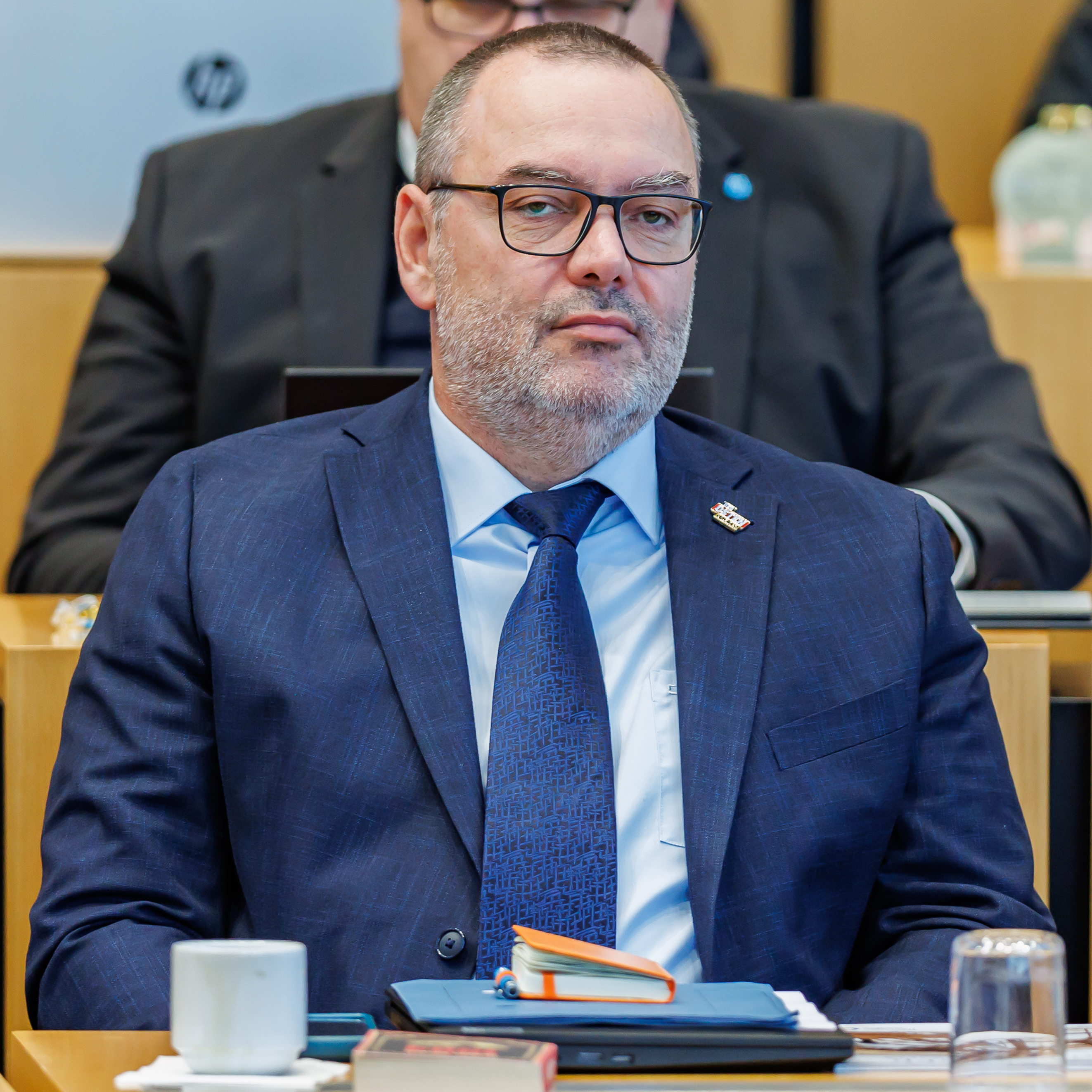
Sascha Schlösser (2024)

Sascha Schlösser (* 1974 in Erfurt) ist ein deutscher Politiker (AfD). Er ist seit 2024 Mitglied des Thüringer Landtags.

## Leben
Schlösser legte 1993 am Albert-Schweitzer-Gymnasium in Erfurt das Abitur ab. Anschließend leistete er Wehrdienst. Ab 1994 studierte er Rechtswissenschaft an der Friedrich-Schiller-Universität Jena. Er legte 2000 das erste juristische Staatsexamen ab. Nach dem Rechtsreferendariat am Landgericht Erfurt legte er 2003 das zweite juristische Staatsexamen ab. 2004 wurde er als Rechtsanwalt zugelassen. Er ist als Fachanwalt für Urheber- und Medienrecht tätig.
Schlösser ist Vater eines Kindes und lebt in Erfurt.

## Politik
Schlösser ist seit 2019 für die AfD Mitglied des Stadtrats von Erfurt. Bei der Bundestagswahl 2021 kandidierte er im Bundestagswahlkreis Erfurt – Weimar – Weimarer Land II und auf Platz neun der AfD-Landesliste, verfehlte jedoch den Einzug in den Bundestag. Bei der Europawahl 2024 kandidierte er auf Platz 25 der Bundesliste der AfD, was ebenfalls nicht für den Einzug ins Europaparlament ausreichte.
Bei der Landtagswahl in Thüringen 2024 wurde Schlösser über das Direktmandat im Wahlkreis Erfurt I in den Landtag gewählt.